# Libošovice

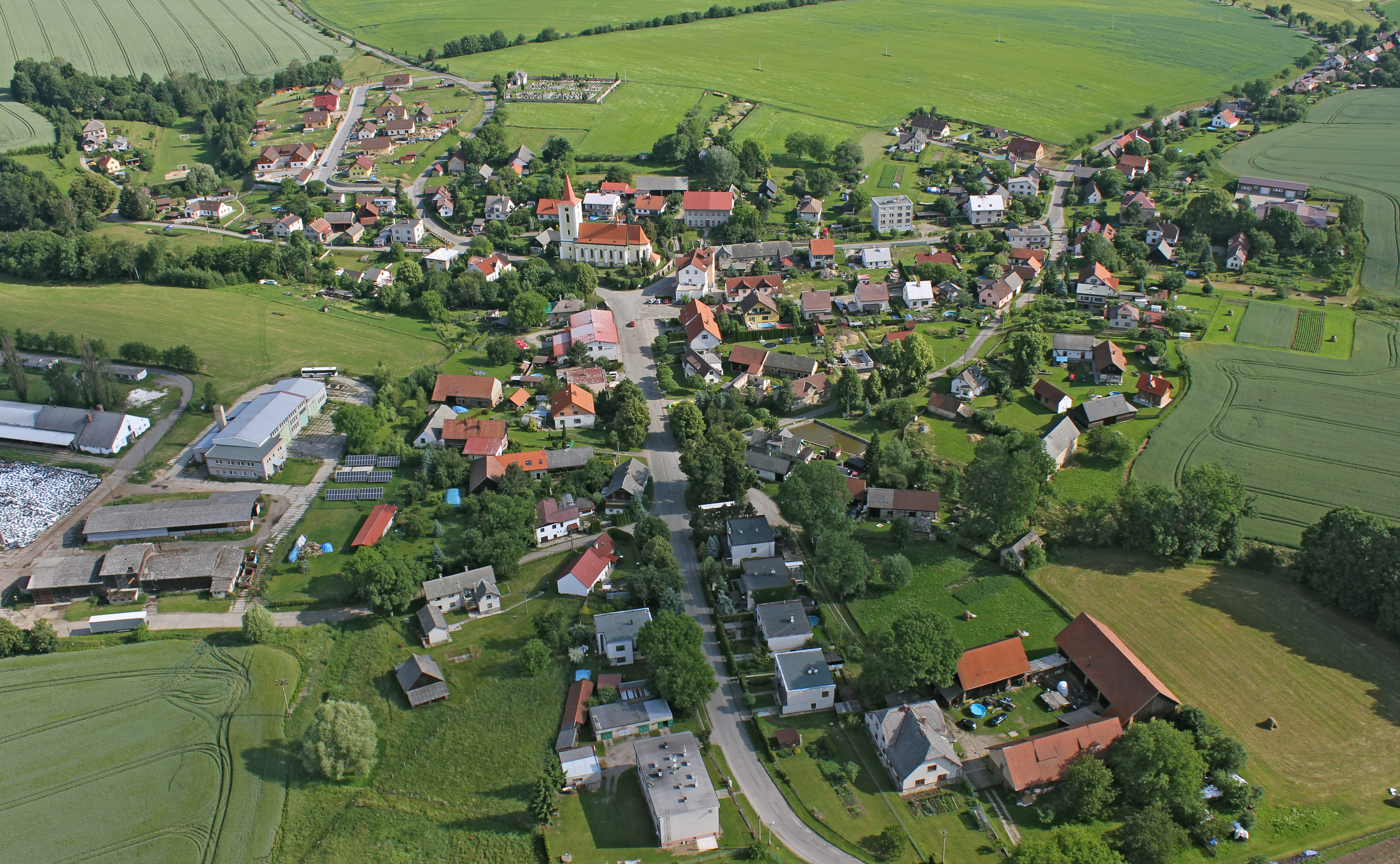
Ortsansicht Libošovice

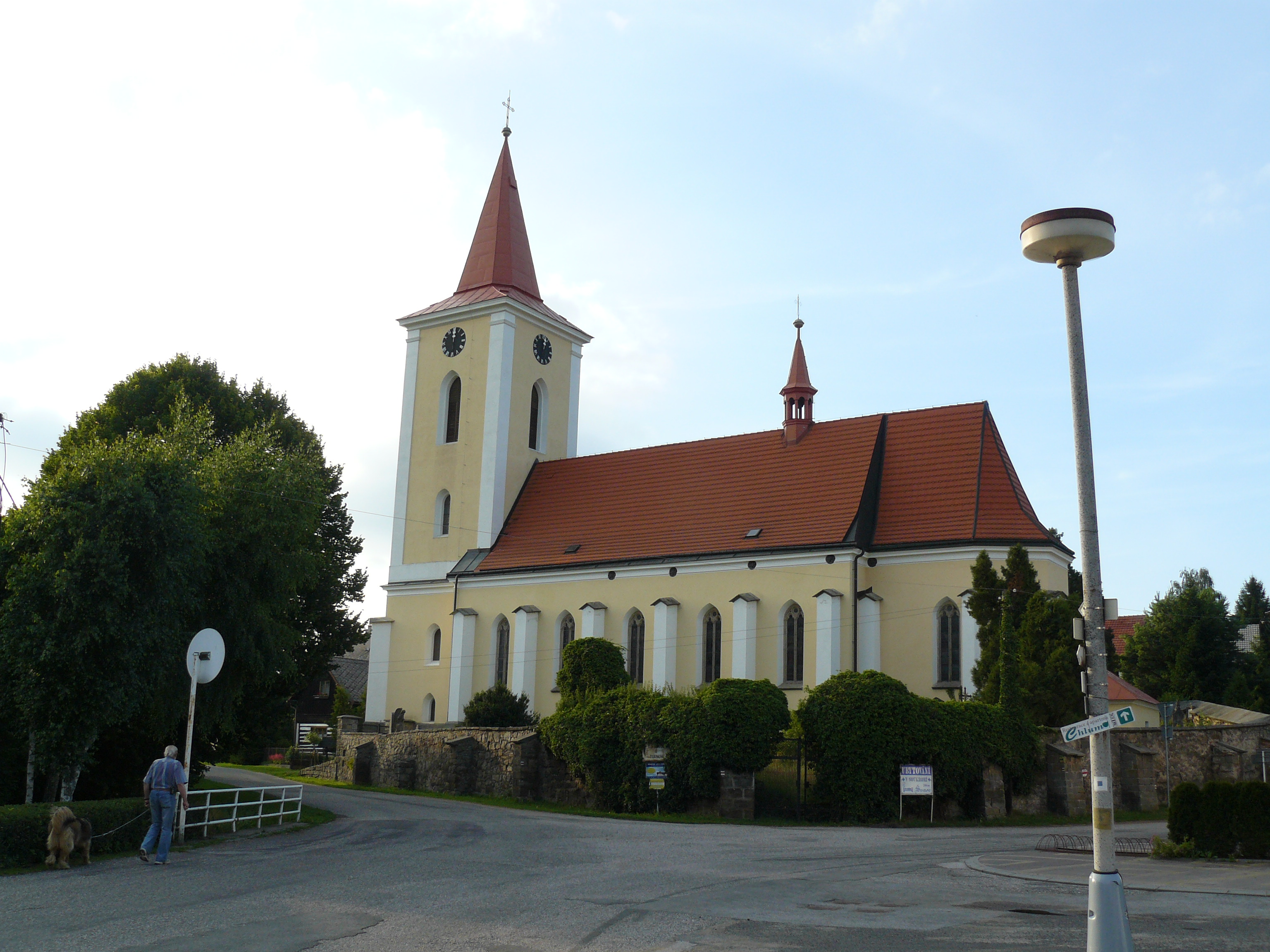
Kirche des hl. Prokop

Libošovice ist eine Gemeinde im Okres Jičín (Jitschin) mit etwa 510 Einwohnern. Sie liegt 10 Kilometer nordwestlich von Jičín in der Mittelgebirgslandschaft des Böhmischen Paradieses (tschechisch Český ráj) am Bach Klenice in Tschechien.

## Geschichte
Libošovice wurde im Jahr 1352 erstmals urkundlich erwähnt.

## Gemeindegliederung
Libošovice besteht aus den 9 Ortsteilen: Libošovice, Dobšice, Malá Lhota, Malechovice, Meziluží, Nepřívěc, Podkost, Rytířova Lhota und Vesec u Sobotky.
Das Gemeindegebiet gliedert sich in die 7 Katastralbezirke: Libošovice, Dobšice, Malechovice, Nepřívěc, Podkost, Rytířova Lhota und Vesec u Sobotky.

## Sehenswürdigkeiten
- Burg Kost im Ortsteil Podkost – gut erhaltene Burg aus dem 14. Jahrhundert, ausgewiesen als Nationales Kulturdenkmal[5]
- Kirche St. Prokop – Kirche aus dem 14. Jahrhundert, mit Rokoko-Altären und einer neugotischen Erweiterung von 1874
- Statue des hl. Donatus
- Naturschutzgebiet Plakánek